# Edward Spencer Dodgson
Edward Spencer Dodgson (Woodford, Essex, Inglaterra, 19 de noviembre de 1857 - 9 de octubre de 1922), fue un vascólogo.

## Vida
En el año 1886 empezó a interesarse por el idioma euskera, y vivió durante treinta años en el País Vasco, reuniendo y publicando libros, hojas y textos escritos en el idioma (Cardaveraz, Mendiburu, Kapanaga, Mikoleta, Otxoa de Arin, Frai Bartolomé, Urte y Leizarraga).
Fue un incansable analista de libros y publicó el suplemento hecho a la bibliografía vasca de Vinson (1892, Supplément à la bibliographie basque).
Era un hombre intenso, y tuvo arduas discusiones con algunos vascólogos de su época, sobre todo con Azkue.
Escribió poemas en euskera, pero la obra fundamental de su vida fue "trabajo de benedictino", que le valió el título de Master of Arts de la Universidad de Oxford. En esta analizaba la concordancia de las formas verbales del Nuevo Testamento de Leizarraga (La Rochelle, 1571). Pero hoy en día esta obra enorme se halla dispersa en una veintena de artículos, folletos y libros independientes, los que, al no haber extendido el autor un índice de todos ellos, resultan difíciles de identificar y localizar, incluso para bibliófilos consumados. Su euskera, sin embargo, no era de una corrección perfecta, según Lacombe, aunque, por otra parte, Julio de Urquijo le reconoce conocimientos del euskera superiores a cualquier otro euskerólogo inglés, que lo hacían capaz de imitar con rara habilidad el vascuence del siglo XVI.

## Obras
- Supplément à la bibliographie de la langue basque [de Julien Vinson] : dédié à monsieur Antoine d'Abbadie (Rennes, 1892)[2]
- The basque verb found and defined : verbi Leiçarragani dictionariolum topotheticum (Alençon, 1895)[3]
- The leiçarragan verb : An analysis of the 703 Verbal Forms in the Gospel according to Matthew (London, 1907)[4]